# Do sostingut major
Do sostingut major (també C#M en la notació europea i C# en la notació americana) és la tonalitat que té l'escala major a partir de la nota do#. Així, la seva escala està constituïda per les notes do#, re#, mi#, fa#, sol#, la#, si#,. La seva armadura té set sostinguts, és a dir, totes les notes de l'escala. El seu relatiu menor és la tonalitat de la sostingut menor, i la tonalitat homònima és do sostingut menor.
Una arpa afinada en do sostingut major té tots els seus pedals en posició baixa. Com que les cordes són pinçades i escurçades, aquesta és la tonalitat menys ressonant de l'instrument.
Si bé la majoria de compositors prefereixen usar el seu equivalent enharmònic, re bemoll major, a causa del fet que té 5 bemolls en comparació als 7 sostinguts de Do sostingut major, Johann Sebastian Bach la va escollir per al seu Preludi i fuga núm. 3 en els dos llibres del Clavecí ben temperat. El Quartet de corda núm. 3 de Béla Bartók és un dels pocs que s'han escrit en aquesta tonalitat. A la Rapsòdia hongaresa núm. 6, Franz Liszt canvia la tonalitat de re bemoll major a do sostingut major poc després de l'inici.